# Кубок Камбоджі з футболу 2020
Кубок Камбоджі з футболу 2020 — 14-й розіграш кубкового футбольного турніру у Камбоджі. Титул володаря кубка вперше здобула Вісаха.

## Календар
| Раунд               | Дата                         | Матчі | Клуби   |
| ------------------- | ---------------------------- | ----- | ------- |
| Регіональний раунд  | лютий - 29 липня 2020        |       | 29 → 16 |
| 1/8 фіналу          | 12-26 серпня 2020            | 16    | 16 → 8  |
| 1/4 фіналу          | 27-30 серпня/7-8 жовтня 2020 | 8     | 8 → 4   |
| 1/2 фіналу          | 21-22 жовтня 2020            | 2     | 4 → 2   |
| Матч за третє місце | 7 листопада 2020             | 1     |         |
| Фінал               | 7 листопада 2020             | 1     | 2 → 1   |

## 1/4 фіналу
| Команда 1                        | Заг.         | Команда 2               | 1-й матч | 2-й матч |
| -------------------------------- | ------------ | ----------------------- | -------- | -------- |
| 27 серпня/8 жовтня 2020          |              |                         |          |          |
| Національне міністерство оборони | 4:4 пен. 4:5 | Прейвенг                | 1:0      | 3:4      |
| 29 серпня/7 жовтня 2020          |              |                         |          |          |
| Пномпень Краун                   | 4:2          | Кірівонг Сок Сен Чей    | 2:1      | 2:1      |
| Нагаворлд                        | 4:3          | Преах Кхан Річ Свайрінг | 2:2      | 2:1      |
| 30 серпня/8 жовтня 2020          |              |                         |          |          |
| Вісаха                           | 4:4 пен. 3:4 | Боунг Кет Ангкор        | 1:1      | 3:3      |

## 1/2 фіналу
| Команда 1      | Рахунок      | Команда 2      |
| -------------- | ------------ | -------------- |
| 21 жовтня 2020 |              |                |
| Нагаворлд      | 0:0 пен. 3:1 | Пномпень Краун |
| 22 жовтня 2020 |              |                |
| Прейвенг       | 1:1 пен. 8:9 | Вісаха         |

## Матч за третє місце
| Команда 1        | Рахунок | Команда 2 |
| ---------------- | ------- | --------- |
| 7 листопада 2020 |         |           |
| Пномпень Краун   | 2:4     | Прейвенг  |

## Фінал
| Команда 1        | Рахунок | Команда 2 |
| ---------------- | ------- | --------- |
| 7 листопада 2020 |         |           |
| Нагаворлд        | 0:2     | Вісаха    |